# Kōken
Pour les articles homonymes, voir Shōtoku.
 (août 2021).
Si vous disposez d'ouvrages ou d'articles de référence ou si vous connaissez des sites web de qualité traitant du thème abordé ici, merci de compléter l'article en donnant les références utiles à sa vérifiabilité et en les liant à la section « Notes et références ».
L'impératrice Kōken (孝謙天皇, Kōken Tennō, 718 - 28 août 770), qui règne, au cours de l'époque de Nara, une seconde fois sous le nom de Shōtoku (称徳天皇, Shōtoku Tennō) est à la fois le quarante-sixième et le quarante-huitième Empereur du Japon, selon l'ordre traditionnel de la succession. Elle est la fille unique de l'empereur Shōmu (régnant de 724 à 749 et mort en 756) et de l'impératrice-consort Kōmyō, et son nom de naissance est Abe.

## Biographie
Kōken monte sur le trône en 749 lorsque son père abdique en sa faveur, mais, dans les faits, ce dernier continue à contrôler le gouvernement.
Durant son règne, elle a notamment ordonné la construction du Daibutsu du Tōdai-ji.
En 758, elle cède le trône à un cousin, le prince Ōi, fils du prince Toneri (lui-même fils de l'empereur Temmu), qui devient l'empereur Junnin, et elle devient religieuse, sous le nom de Takano Tennō.
En 761, le moine bouddhiste Dōkyō la guérit et acquiert sur elle une grande influence. Il manœuvre pour la faire remonter sur le trône, et, en 764, elle dépose Junnin et remonte sur le trône sous le nom de Shōtoku, sans renoncer à ses vœux bouddhistes, ce qui crée un précédent. Contre l'avis de ses ministres, elle donne à Dōkyō le titre de daijō daijin zenji, puis de hō-ō, ce qui fait de lui l'héritier du trône.
Shōtoku règne jusqu'à sa mort, due à la variole en 770. À cause de l'influence que Dōkyō avait eue sur Shōtoku, les ministres déclarent alors les femmes inaptes à régner et décident qu'il ne pourrait plus dorénavant y avoir d'impératrice régnante. L'influence des moines de Nara ne cessant cependant pas d'augmenter, l'empereur Kanmu décide en 784 de déplacer la capitale.

## Résidence
En juin 2021, les journaux ont annoncé qu'on avait mis au jour au sein de la zone du palais Heijō-kyō, le centre politique de la période Nara, une structure rectangulaire de 27 m. sur 12, dont le toit était soutenu, comme le montrent les trous dans le sol, par 50 piliers. Les tuiles retrouvées permettent de dater la structure d'entre 749 et 770. Certains spécialistes pensent que ce bâtiment a servi de résidence à Kōken.

## Yuge-no-miya
D’après le Shoku Nihongi, Shotoku aurait fait construire une nouvelle capitale, appelée Yuge-no-miya. La ville aurait été laissée inachevée après le décès de Shotoku. En 2017, des restes archéologiques ont été mis au jour à Yao ; il est possible qu'on puisse les associer à la construction de cette ville. Ils montrent un plan urbain régulier et la construction d'un canal, sans doute destiné au transport de matériaux de construction.